# Tetrabrachiidae
I Tetrabrachiidae sono una famiglia di pesci ossei marini appartenenti all'ordine Lophiiformes.

## Distribuzione e habitat
La famiglia è endemica dell'Indo-Pacifico in Indonesia, Nuova Guinea e Australia tropicale. Sono pesci piuttosto costieri, che frequentano fondali molli, complessivamente rari.

## Descrizione
Il corpo è molto compresso ai lati e piuttosto allungato. La bocca è molto piccola e gli occhi, anch'essi piccoli, sono posti molto in alto, vicino al bordo superiore della testa. La nuca presenta una vistosa gibbosità. La pelle è lassa, non aderente al corpo. Il primo raggio della pinna dorsale è trasformato in un illicio, ovvero un'esca atta ad attrarre le prede. L'apertura della branchie è posta sotto le pinne pettorali. Le pettorali sono prensili e sono divise in due parti. Vescica natatoria assente.
La taglia è piccola, le dimensioni massime si aggirano sui 7 cm.

## Specie
- Genere Dibrachichthys
  - Dibrachichthys melanurus
- Genere Tetrabrachium
  - Tetrabrachium ocellatum[2]